# Agave cacozela
Agave cacozela ist eine Pflanzenart aus der Gattung der Agaven (Agave).

## Beschreibung

### Vegetative Merkmale
Agave cacozela wächst stammlos mit einzelnen Rosetten. Ihre gelblich grünen, etwas grau unterlegten, lanzettlichen Laubblätter sind tief konkav. Die Blattspreite ist 150 bis 200 Zentimeter lang und 20 Zentimeter breit. Die Blattoberfläche ist normalerweise etwas rau. Der Blattrand ist gerade oder zwischen den Randzähne etwas konkav. An ihm befinden sich meist 2 bis 5 Millimeter lange Randzähne, die in der Regel 1 bis 1,5 Zentimeter voneinander entfernt stehen. Die schmal dreieckigen Randzähne sind fast gerade oder die  größeren von ihnen angedrückt-zurückgebogen. Der glatte, matte, dreikantig-konische, gerade oder an sein Spitze leicht zurückgeknickte Enddorn ist anfangs bräunlich und vergraut später. Er ist 15 bis 20 Millimeter lang. Der herablaufende Enddorn ist unterhalb seiner Mitte offen gefurcht.

### Blütenstände und Blüten
Der dicht eiförmige, „rispige“ Blütenstand erreicht eine Länge von 6 bis 7 Meter. Die Teilblütenstände befinden sich auf horizontalen oder leicht ansteigenden Ästen. Der Blütenstand trägt gelegentlich Bulbillen. Die 50 bis 60 Millimeter langen Blüten stehen an etwa 10 Millimeter langen Blütenstielen. Ihre goldgelben Perigonblätter sind etwa 20 Millimeter lang und 4 bis 5 Millimeter breit. Die Blütenröhre ist ziemlich offen. Der länglich spindelförmige Fruchtknoten ist 35 bis 40 Millimeter lang.

### Früchte
Die schmal länglichen Früchte sind 3,5 bis 4,5 Zentimeter lang und 1,5 Zentimeter breit. Sie sind kurz konisch gestielt.

## Systematik und Verbreitung
Agave braceana ist auf den zu den Bahamas gehörenden Insel New Providence verbreitet. Sie wächst an den felsigen Rändern von Salzsümpfen.
Die Erstbeschreibung durch William Trelease wurde 1913 veröffentlicht.

## Nachweise